# Чемпіонат світу з трекових велоперегонів 1999
Чемпіонат світу з трекових велоперегонів 1999 проходив з 20 по 24 жовтня 1999 року в Берліні, Німеччина на місцевому велодромі. На змаганнях розіграли 12 комплектів нагород — 8 в чоловіків та 4 у жінок.

## Медалісти

### Чоловіки
| Дисципліна                         | Золото                                                                  | Срібло                                                              | Бронза                                                                        |
| Спринт                             | Лорен Ґане                                                              | Єнс Фідлер                                                          | Флоріан Руссо                                                                 |
| Гіт (1 км)                         | Арно Турнан (1:02.231)                                                  | Шейн Келлі (1:02.436)                                               | Штефан Німке (1:03.110)                                                       |
| Індивідуальна гонка переслідування | Роберт Бартко                                                           | Єнс Леманн (наздогнали на коло)                                     | Мауро Трентіні (4:25.079)                                                     |
| Командна гонка переслідування      | Німеччина Даніель Беке Ґвідо Фульст Роберт Бартко Єнс Леманн (4:01.144) | Франція Сіріл Бос Філіп Ермено Франсіс Моро Жером Новіль (4:03.965) | Росія Владислав Борисов Едуард Грицун Олексій Марков Денис Смислов (4:05.251) |
| Командний спринт                   | Франція Лорен Ґане Флоріан Руссо Арно Турнан (44.848)                   | Велика Британія Кріс Гой Крейґ Маклін Джейсон Квіллі (45.485)       | Німеччина Сорен Лаусберг Штефан Німке Ейк Покорний (45.364)                   |
| Кейрін                             | Єнс Фідлер                                                              | Ентоні Педен                                                        | Фредерік Маньє                                                                |
| Гонка за очками                    | Бруно Рісі (25)                                                         | Василь Яковлєв (18)                                                 | Чо Хо Сон (15)                                                                |
| Медісон                            | Іспанія Ісаак Ґальвес Хоан Лланерас (3)                                 | Данія Джиммі Медсен Якоб Пііл (25) −1 коло                          | Німеччина Андреас Каппес Олаф Поллак (22) −1 коло                             |

### Жінки
| Дисципліна                         | Золото                   | Срібло                | Бронза                    |
| Спринт                             | Фелісія Баланже          | Мішель Феріс          | Таня Дубнікоф             |
| Гіт (500 м)                        | Фелісія Баланже (34.477) | Цзян Цуйхуа (34.869)  | Ульріке Вайхельт (35.166) |
| Індивідуальна гонка переслідування | Маріон Кліньє (3:33.012) | Юдіт Арндт (3:42.040) | Раса Мазейкуте (3:35.678) |
| Гонка за очками                    | Маріон Кліньє (20)       | Юдіт Арндт (18)       | Сара Ульмер (18)          |

## Загальний медальний залік
| Місце  | Країна          | Золото | Срібло | Бронза | Загалом |
| ------ | --------------- | ------ | ------ | ------ | ------- |
| 1      | Франція         | 7      | 1      | 2      | 10      |
| 2      | Німеччина       | 3      | 4      | 4      | 11      |
| 3      | Іспанія         | 1      |        |        | 1       |
| 3      | Швейцарія       | 1      |        |        | 1       |
| 5      | Австралія       |        | 2      |        | 2       |
| 6      | Нова Зеландія   |        | 1      | 1      | 2       |
| 7      | КНР             |        | 1      |        | 1       |
| 7      | Данія           |        | 1      |        | 1       |
| 7      | Велика Британія |        | 1      |        | 1       |
| 7      | Україна         |        | 1      |        | 1       |
| 11     | Італія          |        |        | 1      | 1       |
| 11     | Південна Корея  |        |        | 1      | 1       |
| 11     | Канада          |        |        | 1      | 1       |
| 11     | Росія           |        |        | 1      | 1       |
| 11     | Литва           |        |        | 1      | 1       |
| Всього | Всього          | 12     | 12     | 12     | 36      |